# مطعم آلي
المطعم الآلي (Automated restaurant) أو المطعم الروبوتي هو مطعم يستخدم الروبوت لأداء مهام مثل توصيل المأكولات والمشروبات إلى الموائد أو طهي الطعام أو كليهما. وتُستخدم مثل هذه الروبوتات بدلاً من الأيدي العاملة البشرية (مثل النادل والطباخ).

## المطاعم الآلية الموجودة

### مطعم فريتز ريلرود (Fritz's Railroad)
مطعم فريتز ريلرود هو أحد المطاعم الموجودة في مدينة كانساس، بولاية ميسوري الأمريكية. حيث يطلب العميل المأكولات التي يريدها من خلال كابينة هاتف مخصصة لهذا الغرض وتأتيه الطلبات من خلال نظام مجارٍ أو قضبان يُطلق عليه «القطة المتزلجة». تتولى ذراع ميكانيكية إيقاف الطلبات عند المنصة التي تعلو الموائد والتي تنخفض بدورها لتقديم المأكولات إلى العميل. ولكن المشروبات يتولاها بشر حقيقيون.

### مطعم إس باجارز ('s Baggers)
مطعم إس باجارز هو أحد المطاعم الموجودة في مدينة نورنبرغ في ألمانيا. يتميز هذا المطعم بمسارات معدنية تقوم بتوصيل المأكولات والمشروبات مباشرة إلى الموائد. يطلب زبائن هذا المطعم طلبياتهم على شاشة لمس حيث يمررون بطاقاتهم الذكية على أجهزة قراءة ذاتية وينتظرون الطعام الذي طلبوه مع قراءة ظاهرة على الشاشة توضح الوقت المتوقع لتوصيل طعامهم.

### مطعم فوا مين (FuA-Men)
يتميز مطعم فوا مين (الذي يشير اسمه إلى أنه مطعم آلي تمامًا) بأنه متخصص في أكلة رامن ويقع في مدينة ناجويا في اليابان. ويتميز المطعم بوجود طباخ ومساعد طباخ آليين تمامًا. تقوم الروبوتات بتنفيذ كل مهام طهي الأطعمة اللازمة لطهي ما يصل إلى 80 إناء يوميًّا وخدمة زبائن هذا المطعم الصغير علاوة على أداء عرض كوميدي خلال تناولهم للطعام. كما يقومون أيضًا بلف الأطباق وأداء عروض ثنائية طريفة. يقدم هذا المطعم طبق مكرونة عاديًا مع حساء لحم الخنزير والذي يتم إعداده في قرابة دقيقة واحدة وأربعين ثانية. وعلى الرغم من الأرباح الذي يحققها هذا المطعم، فإن العملاء لا يمكنهم التعرف على الفرق بين إعداد البشر والإعداد الآلي.

### مطعم هاجيمي الآلي (Hajime Robot Restaurant)
إن مطعم هاجيمي الآلي هو مطعم ياباني يقع في مدينة بانكوك في تايلاند. يتميز هذا المطعم بروبوتات ترتدي أزياء الساموراي وتعمل في تقديم المأكولات والمشروبات بحيث تصل إلى الموائد التي يجلس عليها الزبائن وتقوم بتقديم الطلبات وتنظيف الموائد مع أداء عروض راقصة من آن لآخر لتسلية الزبائن. وفقًا لما يذكره مالك المطعم، تبلغ تكلفة تلك الروبوتات التي تظهر مثل الساموراي 930000 دولار، ولكن في ظل الشعبية التي يتمتع بها هذا المطعم، فإنه واثق من استعادة استثماراته في القريب العاجل.

### مطعم دالو الآلي (Dalu Robot)
مطعم دالو الآلي هو أحد المطاعم الموجودة في مدينة جينان في الصين. يتميز المطعم بوجود ستة روبوتات تعمل في الخدمة في هذا المطعم إلى جانب اثنين من الروبوتات على هيئة فتاتين تقومان بتحية الزبائن لدي دخولهم. وبينما يقوم أشخاص طبيعيون بإعداد المأكولات، تتولى الروبوتات المخصصة للخدمة توصيل الوجبات من خلال «قيادة» دراجات على مسارات محددة داخل المطعم. تبلغ الطاقة الاستيعابية لهذا المطعم حاليًا 100 عميل يمكن أن يستوعبهم المطعم ويخدمهم في آن واحد وموزعين على 21 مائدة. وتخطط شركة شاندونج دالو للعلوم والتكنولوجيا التي أنشأت المطعم لتوسعة المطعم وتشغيل 40 روبوت.

### مطعم هاوهاي (Haohai) الآلي
مطعم هاوهاي الآلي هو أحد المطاعم الموجودة في مدينة هاربين في الصين. يتميز هذا المطعم بعدد كبير من الروبوتات التي تعمل في خدمة الزبائن وأعمال الطهي حيث يصل عددهم إلى 18 روبوتًا تم تصميمهم وصناعتهم في شركة هاوهاي المحدودة لصناعة الروبوت. تبلغ تكلفة كل روبوت 200000 يوان (أي ما يعادل 32000 دولار أمريكي تقريبًا) ولكن قدراتهم الخدمية تقتصر على مهمة واحدة فقط. ويمكنهم العمل لمدة خمس ساعات متواصلة ببطاريتين يتم شحنهما لمدة ساعتين charge.

### مطعم روبوت كيتشين (Robot Kitchen)
مطعم روبوت كيتشين هو أحد المطاعم الموجودة في هونغ كونغ في الصين. يوجد بهذا المطعم ثلاثة روبوتات من ضمنها روبوت عملاق مجهز لأخذ الطلبات من العملاء وتوصيلها إلى المطبخ وتقديم الوجبات إلى مائدة الزبون. يتميز المطعم أيضًا بروبوت يُطلق عليه روبونوفا-1 الذي يمكنه الرقص على الطاولات وتسلية العملاء.

### مطاعم أخرى
هناك مطاعم آلية أخرى تقع في تايلاند واليابان.

### الروبوت الذي يقوم بتقطيع شرائح الشاورما
تمكنت شركة ألكادور لصناعة أنظمة الروبوت من تصميم «الروبوت المانح» (Doner-Robot) وهو روبوت يمكنه تقطيع شرائح الشاورما وهو يُدار من خلال كاميرا موضوعة في الأعلى. وهذا الروبوت موجود بالفعل في عدة مطاعم حول العالم.
تمكن تيك تيمال، وهو مهندس كهربائي من سيدني، من تصميم "روبوت تقطيع عالي المستوى، وهو روبوت يمكنه تقطيع شرائح الشاورما باستخدام أسلوب الاستشعار بالضغط للحصول على العدد الأمثل من الشرائح من خلال محيط قطعة اللحم.

## وصلات خارجية
- 's Baggers official website
- Alkadur RobotSystems official website
- CT Asia Robotics official website